# Trapecista

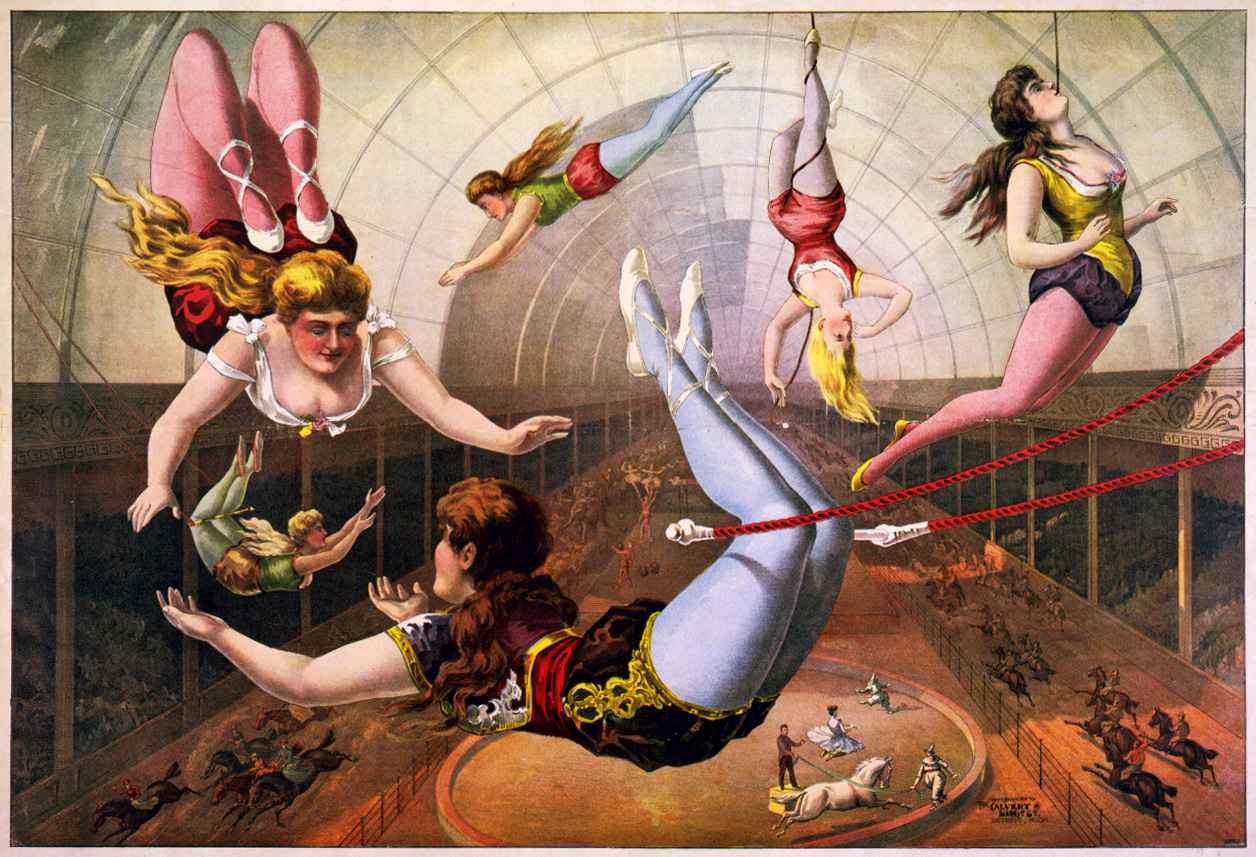
Trapecistas.

Un trapecista es un artista de circo que realiza acrobacias sobre el trapecio. Los trapecistas constituyen una de las actuaciones clásicas del circo e incluidas entre las artes circenses. Los actos del trapecista son muy apreciados por el público por su riesgo y espectacularidad.
La labor tradicional del trapecista es la de realizar piruetas de dificultad creciente sobre el trapecio mientras este se balancea. Algunas de las acrobacias más comunes son:
- Dar la vuelta quedando por un momento suspendido en el aire o sujeto por una mano
- Voltearse verticalmente alrededor del trapecio
- Balancearse sin pies ni manos apoyado tan solo por el torso
- Quedar sujeto boca abajo por los laterales del trapecio
- Quedar sujeto tan solo por los empeines

El número con dos trapecios es mucho más vistoso y espectacular. En él participan al menos dos trapecistas uno en cada trapecio de los cuales uno se balancea siempre boca abajo y el otro hace piruetas en el aire para ser recogido por el primero. La inercia del ejercicio permite al primer artista soltar el trapecio y recuperarlo en el recorrido de vuelta. 
Entre los números que se realizan se encuentran:
- Voltereta simple
- Voltereta y media para ser agarrado por los pies
- Doble voltereta más conocida como doble salto mortal

## Tipos de trapecios
Los trapecios más conocidos son:
- Trapecio Fijo, en el que el artista se ejercita sin movimiento pendulares, con movimientos más lentos y artísticos
- Trapecio Volante, en el que se juega con los balanceos intercambiando o no con otros artistas en trapecios dispuestos de forma frontal
- Trapecio Mini-Volante, una versión más pequeña del trapecio volante
- Trapecio Coreano, en el que los pases entre los trapecios se hacen mediante el impulso de un o dos portores, que pueden estar colgados, en el suelo o en plataformas elevadas.

## Medidas de seguridad
- Para evitar accidentes, bajo los trapecistas se extiende una red de modo que al soltarse puedan aterrizar sobre una superficie elástica. En caso contrario, una caída sobre el suelo podría resultar mortal. Dicha red también constituye un estético recurso para finalizar el número al arrojarse los artistas sobre ella en lugar de utilizar la escalera.
- Es habitual que los trapecistas profesionales se froten las manos con magnesio o talco antes de subir al trapecio. Ello garantiza una mayor adherencia y evita el riesgo del sudor. En la plataforma de salida se suele disponer de un recipiente con este material del que van disponiendo a lo largo de la actuación.

Mujer trapecista en espectáculo de circo realizado en Montevideo, en 1922.

- Mujer trapecista en espectáculo de circo realizado en Montevideo, en 1922.En caso de no utilizar red, los artistas se fijan a la estructura de la carpa con un arnés que se sujeta a un cinturón.

## Trapecistas famosos
Entre los trapecistas famosos destacan:
- el mexicano Miguel Vázquez, uno de los mejores trapecista del mundo
- el mexicano Tito Gaona
- Ibi el minitrapecista
- la española Pinito del Oro, cuyo número estrella consistía en balancearse en el trapecio sentada sobre una silla.
- María del Pino Papadopoulos Vaquero Miss Mara, de Jerez de la Frontera
- el mexicano Gino fuentes, artista proveniente de una gran familia de circo mexicana "fuentes gasca" actualmente se encuentra trabajando en el Poderoso Circo Rolex De México.

- el actor estadounidense Burt Lancaster que comenzó su carrera como trapecista.
- el mexicano Alfredo Codona, primero en realizar un triple salto mortal en los trapecios volantes.
- el argentino Gastón Elie, artista de "Cirque du Soleil ALEGRÍA", proveniente de familia de circo.
- Los Poema, familia tradicional de circo que actualmente trabajan en el Circus Circus de Las Vegas (Luis Poema, Angel y sus mujeres e hijos).
- Maria Noel Arce, argentina, actual responsable de las escuela de Circo de América Latina de la cadena de hoteles Club Med (ejemplo de como evolucionó el circo que llegó a hoteles como entretenimiento de los turistas).

Familias enteras se han dedicado a dominar el trapecio.

## Vestimenta
Los trapecistas usan una vestimenta ajustada para poder realizar movimientos muy extendidos y para tener una mayor agilidad.
Llevan también en los puños (muñecas) vendas para no resbalarse y poder agarrarse unos con otros a pesar de las transpiración.
El vestuario suele ser muy vistoso y llamativo.